# Экономика Южного Судана

## Нефтедобыча
Нефть — главный ресурс страны, на который опирается вся экономика Южного Судана. Из 500 тыс. баррелей нефти в сутки, которые добывались в Судане до распада страны, 75—85 % приходилось на месторождения на Юге. Однако северный сосед (Судан) контролирует трубопроводы, через которые нефть идет на экспорт, в связи с этим у каждой стороны присутствуют собственные интересы по вопросам, связанным с распределением нефтяной прибыли. Министр инвестиций Южного Судана генерал-полковник Ояй Денг Аджак неоднократно заявлял о необходимости международного решения вопроса нефтеносного района Абьей.
Доходы от продажи нефти в соответствии с Найвашским соглашением (НС) должны были делиться поровну в течение срока действия соглашения Так как Южный Судан зависит от трубопроводов, нефтеперерабатывающих заводов и портовой инфраструктуры в штате Красное море в Северном Судане, по соглашению правительство в Хартуме получило право на 50% от всех нефтяных доходов. Доходы от продажи нефти составляют более 98% бюджета правительства Южного Судана по данным южносуданского Министерства финансов и экономического планирования или более 8 миллиардов долларов США с момента подписания мирного соглашения.
За последние годы в Южном Судане активизировались работы по бурению нефтяных скважин с иностранным участием, что улучшило геополитическое положение этой страны. Нефть и иные минеральные ресурсы встречаются на всей территории Южного Судана, но регион вокруг Бентиу широко известен как особенно богатый нефтью, а в штатах Джонглий, Вараб и Озёрный имеются потенциальные запасы. За период автономии с 2005 по 2011 гг. Хартум разделил основную часть Судана на блоки, при этом около 85% нефти пришлось на юг. Блоки 1, 2 и 4 находятся под контролем крупнейшего зарубежного консорциума — Greater Nile Petroleum Operating Company (GNPOC), который включает следующих участников: Китайская национальная нефтегазовая корпорация (CNPC, КНР) — 40 %, Petronas (Малайзия) — 30 %,  Oil and Natural Gas Corporation Limited (ONGC, Индия) — 25 %, Sudapet (Суданская национальная нефтегазовая корпорация) — 5%. Из-за включения Судана Соединёнными Штатами Америки в список государств, поддерживающих терроризм, и настойчивого желания Хартума получать часть прибылей от любой международной сделки с нефтью Южного Судана американские нефтяные компании не могут вести деятельность с Южным Суданом, не имеющим выхода к морю. Таким образом американские компании практически не присутствуют в нефтяном секторе Южного Судана .
Добыча на юге ведётся также в блоках 3 и 7 в восточном штате Верхний Нил. Эти блоки контролирует Petrodar, в котором 41 % принадлежит CNPC, 40 % — Petronas, 8% — Sudapet, 6% — Sinopec и 5% — Аль Тани.
Ещё на один крупный блок в Южном Судане (ранее — блок Б согласно обозначению правительства Северного Судана) претендуют несколько игроков. Компания Total (Франция) получила концессию на блок в 90 тыс. кв. км в 1980-х годах, но с тех пор провела ограниченную работу ввиду «форс-мажора». Различные элементы НДОС передавали блок или его части другим сторонам Южного Судана. Некоторые из этих сделок, совершённых до Найвашского соглашения, были отменены, когда Джон Гаранг де Мабиор, лидер НДОС/НАОС потерял власть.
В главе о разделе природных ресурсов Найвашского соглашения говорится, что все соглашения, подписанные до НС, остаются в силе и не подлежат пересмотру Национальной комиссией по нефти и газу, созданной в соответствии с НС, состоящей из представителей как Хартума, так и Юга и возглавляемой совместно президентом Северного Судана Баширом и президентом Южного Судана Кииром. Однако в НС не определено, кем могли быть подписаны эти донайвашские соглашения.
По некоторым данным, КНР предложила Южному Судану кредитную линию на несколько лет до прокладки альтернативного трубопровода до кенийского побережья и заключения экспортной сделки с кенийским правительством, но этот сценарий представляется менее вероятным, чем продолжение зависимости Южного Судана от суданской инфраструктуры. В случае же заключения подобной сделки Южный Судан начал бы экспортировать нефть из кенийских портов, и США стали бы потенциальным торговым партнёром и импортёром нефти из Южного Судана. Пока что правительство Южного Судана намерено лоббировать в США вопрос ослабления ограничений для американских компаний, ведущих деятельность в Судане.

## Продукты экспорта
Главный экспортный ресурс - нефть, страна обладает существенными залежами чёрного золота, при том, испытывает серьёзные затруднения транспортной инфраструктурой. Правительство страны планирует к 2020 году довести добычу нефти до 400 тыс. б/с.
Южный Судан экспортирует древесину на международный рынок. Массивы лесного фонда тика находятся в Кавале, Лийо, Лока-Вест и Нуни. Западные ресурсы экваториальной древесины находятся в Мвуба (Замои).
Регион богат природными ресурсами, такими как железная руда, медь, хромосодержащие руды, цинк, вольфрам, слюда, серебро, золото и гидроэнергетика.

## Сельское хозяйство

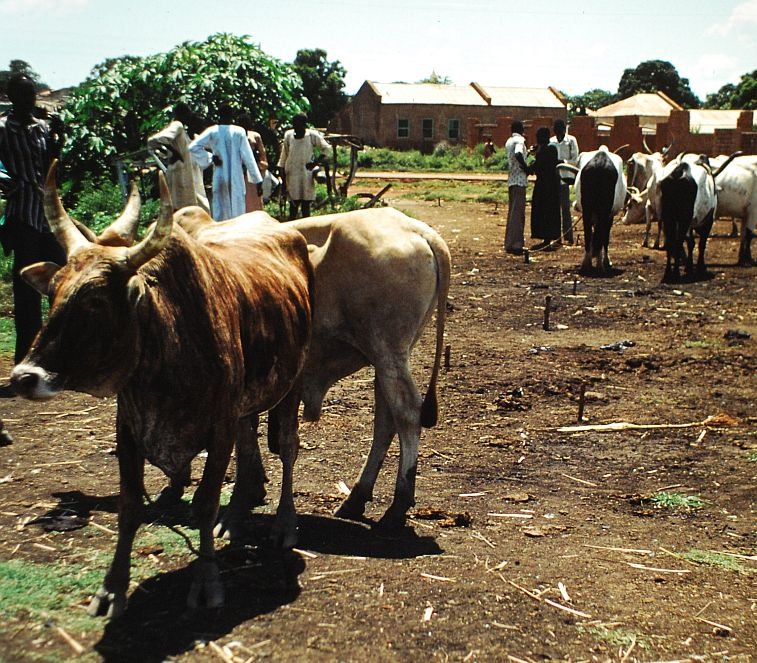
Рынок скота в Вау

Экономика страны, как и во многих других развивающихся странах, в значительной степени зависит от сельского хозяйства. Некоторые статьи из сельскохозяйственной продукции включают: хлопок, арахис, сорго, просо, пшеница, гуммиарабик, сахарный тростник, тапиока, манго, папайя, бананы, батат и кунжут. Основные лесные ресурсы находятся в штатах Западная Экватория и Центральная Экватория.

## Финансовая система
До 1992 года валютой в стране был динар, который был замещён суданским фунтом. С 9 июля 2011 года на территории Южного Судана был введён южносуданский фунт, который начал полноценное хождение на всей территории страны с августа.

## Внешняя торговля
Россия слабо представлена в секторе внешней торговли Южного Судана. Крупные российские компании в стране отсутствуют, а экономическое взаимодействие носит эпизодический характер — в основном в сфере российских поставок техники
и вооружения.
По состоянию на 2017 год внешнеторговый оборот Южного Судана оценивался в 1,23 млрд. долл. по экспорту и 532 млн. долл. по импорту. Главный внешнеторговый партнер по экспорту - Китай, на которого приходится более 9/10 всего оборота; по импорту - Уганда 48%, Кения 30%, КНР 9,7%. Практически все импортные товары (главным образом это продовольствие, химические и иные промышленные товары) приобретаются за счет доходов от реализации нефти, на которую приходится 99% внешнеторговой валютной выручки.